# Damnice
Damnice (in tedesco Damitz) è un comune della Repubblica Ceca facente parte del distretto di Znojmo, in Moravia Meridionale.